# W̋
Cette page contient des caractères spéciaux ou non latins. S’ils s’affichent mal (▯, ?, etc.), consultez la page d’aide Unicode.
W̋ (minuscule : w̋), appelé W double accent aigu, est une lettre latine utilisé dans l’écriture du vieux norrois.
Il s’agit de la lettre W diacritée d’un double accent aigu.

## Usage informatique
Le W double accent aigu peut être représenté avec les caractères Unicode suivants : 
- décomposé (latin de base, diacritiques) :

| formes    | représentations | chaînes de caractères | points de code | descriptions                                             |
| --------- | --------------- | --------------------- | -------------- | -------------------------------------------------------- |
| majuscule | W̋               | W◌̋                    | U+0057 U+030B  | lettre majuscule latine w diacritique double accent aigu |
| minuscule | w̋               | w◌̋                    | U+0077 U+030B  | lettre minuscule latine w diacritique double accent aigu |